# Tân An, Tân Hiệp
Tân An là một xã thuộc huyện Tân Hiệp, tỉnh Kiên Giang, Việt Nam.

## Địa lý
Xã Tân An có vị trí địa lý:
- Phía đông giáp xã Tân Hiệp A
- Phía tây giáp xã Tân Hội và xã Tân Thành
- Phía nam giáp huyện Châu Thành
- Phía bắc giáp xã Tân Hòa và xã Tân Hiệp B.

Xã Tân An có diện tích 34,99 km², dân số năm 2020 là 7.641 người, mật độ dân số đạt 218 người/km².

## Hành chính
Xã Tân An được chia thành 5 ấp: Kinh 2B, Kinh 4B, Kinh 5B, Tân An, Tân Long.

## Lịch sử
Ngày 8 tháng 1 năm 2004, Chính phủ ban hành Nghị định số 11/2004/NĐ-CP về việc thành lập xã Tân An trên cơ sở 3.415,50 ha diện tích tự nhiên và 8.234 nhân khẩu của xã Tân Hiệp A.